# コルヌーダ
コルヌーダ（伊: Cornuda）は、イタリア共和国ヴェネト州トレヴィーゾ県にある、人口約6,200人の基礎自治体（コムーネ）。

## 地理

### 位置・広がり

#### 隣接コムーネ
隣接するコムーネは以下の通り。
- カエラーノ・ディ・サン・マルコ
- クロチェッタ・デル・モンテッロ
- マゼール
- モンフーモ
- モンテベッルーナ
- ペデロッバ

### 気候分類・地震分類
気候分類では、zona E, 2487 GGに分類される。
また、イタリアの地震リスク階級 (it) では、zona 2 (sismicità media) に分類される。

## 姉妹都市
- ナッチュバッハ＝ロイパースバッハ（ドイツ語版）、オーストリア